# Kryddernellike
|  | Denne artikel omhandler krydderiet nelliker eller kryddernelliker. For selve nelliketræet, se Ægte kryddernellike. For planteslægten Syzygium se Kryddernellike-slægten |
Kryddernelliker (eller normalt bare nelliker) er et krydderi der består af tørrede blomsterknopper fra nelliketræet (Syzygium aromaticum) i Myrte-familien. Træet kommer oprindeligt fra Molukkerne i Indonesien.
Øen Pemba ud for Tanzania har været den største kilde til kryddernellike og handlet gennem Zanzibar.